# Andrei Greciko
Andrei Antonovici Greciko (în rusă Андре́й Анто́нович Гре́чко)  (n. 4 octombrie 1903 – 26 aprilie 1976) a fost un mareșal al Uniunii Sovietice, între anii 1967-1976 a fost Ministrul Apărării al URSS.

## Cariera
Greciko s-a născut într-un orășel lângă Rostov-pe-Don ca fiu al unor țărani.
S-a înrolat în Armata Roșie în 1919, în „Cavaleria lui Budionîi”. După Războiul Civil Rus a fost admis la Școala de Cavalerie din Tangorog pe care l-a absolvit în 1926. În 1928 a intrat în Partidul Comunist și a absolvit Academia Militară Frunze  în 1936.